# Sección de Aviación de Ejército 11
La Sección de Aviación de Ejército 11 (Sec Av Ej 11) es una sección independiente de la especialidad de aviación del Ejército Argentino. Está basada en la Guarnición de Ejército «Río Gallegos», Río Gallegos, Provincia de Santa Cruz. Actualmente depende de la XI Brigada Mecanizada «Brigadier General Juan Manuel de Rosas».

## Historia
Se creó el 1 de enero de 1984, siendo su primer jefe el teniente primero José María Goyti, a cargo de helicópteros dos UH-1H Huey y un avión Cessna T-207 Turbo Skywagon. Estos aparatos tuvieron la misión de mantener presencia en esa región luego de la Guerra de las Malvinas.
Realiza habitualmente sus ejercitaciones en los grandes predios de la Patagonia, como lo fue el ejercicio «Roca» en abril del año 2000, junto a toda la XI Brigada y la presencia del entonces ministro de defensa Ricardo López Murphy. En septiembre de ese año, los helicópteros realizaron apoyo civil mediante el rescate de 70 personas durante una nevada que afectó la zona de Río Gallegos.
En el invierno de 2001 volvieron a efectuar operaciones humanitarias por otra gran nevada.
En marzo de 2010 intervino con sus elementos en el ejercicio «Operación Retrógrada» desarrollado en la Provincia de Santa Cruz, con la presencia de la entonces ministra de defensa Nilda Garré.
Durante enero de 2012 un UH-1H colaboró trasladando brigadistas en la lucha contra incendios en Bahía Torito, cerca de Tolhuin, Tierra del Fuego, en acciones coordinadas por el Plan Nacional de Manejo del Fuego.
Durante abril de 2015 participó transportando brigadistas en la zona de Bariloche, en apoyo al Plan Nacional de Manejo del Fuego con un helicóptero.